# 星和電機
星和電機株式会社（せいわでんき、英: SEIWA ELECTRIC MFG. CO.,LTD.）は、1949年（昭和24年）に設立された日本の電機メーカー。
本社所在地は京都府城陽市。東京証券取引所スタンダード市場上場（証券コード6748）。
国内に4の支社（北海道、東京、愛知、大阪）と、7の営業所（岩手県、宮城県、新潟県、京都府、香川県、広島県、福岡県）を持つほか、国内外に5の関連企業を持つ。

## 沿革
- 1945年（昭和20年） - 創業（三星電気有限会社）
- 1949年（昭和24年） - 京都市下京区において星和電機株式会社設立
- 1950年（昭和25年） - 国産初の防水・耐酸形蛍光灯器具発売開始
- 1955年（昭和30年） - 国産初の安全防爆形蛍光灯発売開始
- 1957年（昭和32年） - 京都市に西大路工場を新設移転
- 1960年（昭和35年） - 国産初の耐圧防爆形蛍光灯発売開始
- 1963年（昭和38年） - カッチングダクトを発売
- 1965年（昭和40年） - 京都府城陽市に城陽工場を新設移転
- 1968年（昭和43年） - 鈴鹿トンネルにトンネル非常警報装置納入
- 1973年（昭和48年） - 蛍光灯器具の日本工業規格許可工場となる
- 1975年（昭和50年） - 阪神高速道路にフリーパターン電光板納入
- 1977年（昭和52年） - 本社を城陽工場内に移転
- 1989年（平成元年） - 大阪証券取引所2部に上場
- 1997年（平成9年） - ノイズ対策関連製品を発売
- 2002年（平成14年） - 青色発光ダイオードの発売を開始[1]
- 2002年（平成14年） - ISO 9001:2000の認証を取得、白色LEDの開発に成功[2]
- 2003年（平成15年） - エコマーク対象商品としてeダクトを発売
- 2005年（平成17年） - 嵐山渡月橋にLED照明を設置
- 2006年（平成18年） - 全事業所においてISO14001:2004の認証を取得
- 2007年（平成19年） - 広角着色LEDランプ、3528チップLEDパステル色を発売
- 2008年（平成20年） - LED照射した微生物による土壌浄化を立命館大等と共同開発。
- 2013年（平成25年） - 大阪証券取引所と東京証券取引所の現物株市場統合に伴い、東京証券取引所2部に上場。
- 2018年（平成30年） - 東京証券取引所1部に指定替え。

## 特徴
標準品のほか、特殊品の受注生産もおこなっており、ニッチ市場に向けた経営が特徴。既製品では、自社用に合わせて構築した生産管理システムを活用するなどで、生産性向上を追求しつつ、小数ロット対応と短納期にも応じている。

## 主な取引先
- 東日本高速道路株式会社
- 西日本高速道路株式会社
- 首都高速道路株式会社
- 阪神高速道路株式会社
- ソニー株式会社
- キヤノン株式会社
- 因幡電機産業株式会社
- 国土交通省

## 関連企業
- 星和テクノロジー株式会社 （旧社名、星和情報システム株式会社）
- 株式会社デジテック
- 常熟星和電機有限公司（中国子会社）[5]
- 常熟星電貿易有限公司
- SEIWA ELECTRIC(VIETNAM)Co.,Ltd.